# Komsomol'sk-na-Amure
Komsomól'sk-na-Amúre (in russo Комсомо́льск-на-Аму́ре?, letteralmente "Komsomolsk sull'Amur"; in cinese 瓦伦, pinyin Wǎ lún) è una città della Russia nell'Estremo Oriente Russo, nel Territorio di Chabarovsk, sulle rive del fiume Amur; al censimento 2002 aveva 281 035 abitanti. È capoluogo del rajon Komsomol'skij.

## Storia
Fondata nel 1932 da membri dell'organizzazione Komsomol, la città si è poi sviluppata come importante centro industriale (metallurgia, raffinazione del petrolio, cantieristica navale). La città è un'importante stazione della Ferrovia Bajkal-Amur.

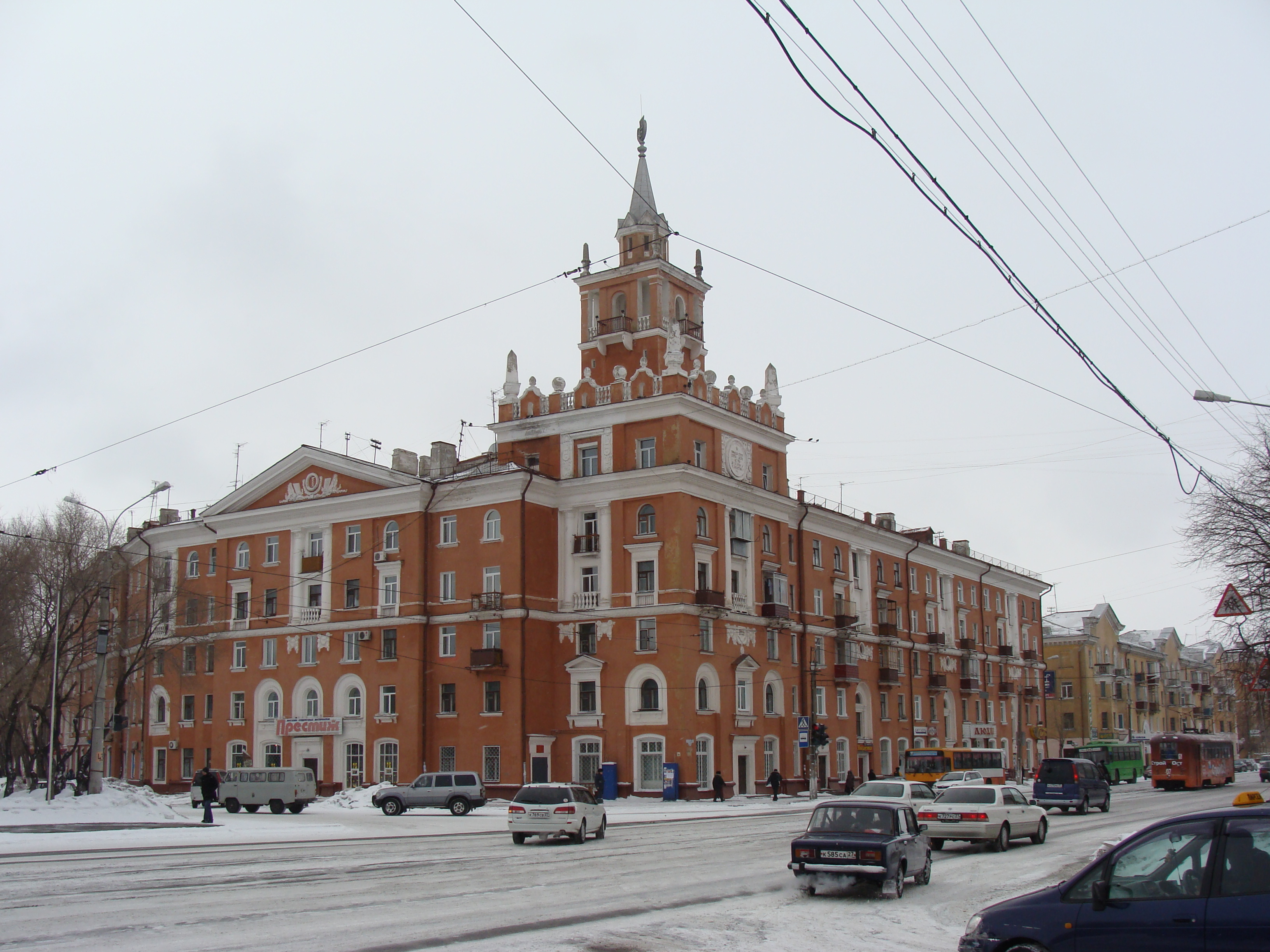
Un palazzo in piazza Lenin